# Назореи
Назореи, ед.ч. назорей прерастват в политическо учение – партия (донякъде и в подкрепа на Партия) в Римската империя (виж също и ранно християнство).

## Етимология
По аналогичен начин по време на Тайната вечеря, Исус дава на учениците си да пият вино, казвайки им, че пият от неговата кръв, като преди това е разчупил пасхалния безквасен хляб – маца казвайки им, че това е неговото Божие тяло:
| „ | И когато ядяха, Иисус взе хляба и, като благослови, преломи го и, раздавайки на учениците, каза: вземете, яжте: това е Моето тяло. И като взе чашата и благодари, даде им и рече: пийте от нея всички; защото това е Моята кръв на новия завет, която за мнозина се пролива за опрощаване на грехове. | “ |

(Мат. 26:28 – 30)